# Кадорна (станция метро)
«Кадо́рна» (итал. Cadorna) — пересадочная станция линий M1 и M2 Миланского метрополитена. Подземная станция, располагается под площадью Луиджи Кадорна (piazzale Luigi Cadorna) в центре Милана.

## История
Станция была открыта в составе первой очереди линии M1 (от станции «Сесто Марелли» до станции «Лотто») 1 ноября 1964 года.
Станция линии M2 была открыта в качестве конечной станции участка до станции «Гарибальди ФС» 3 марта 1978 года. Она оставалась конечной вплоть до 30 октября 1983 года, когда линия была продлена до станции «Порта Дженова».

## Особенности
| Внешние изображения | Внешние изображения         |
| ------------------- | --------------------------- |
|                     | Станция «Кадорна» в разрезе |

Станция насчитывает четыре платформы и четыре пути — по две для каждой из линий. Пути расположены «веерообразно» одни относительно других.
Над станционным залом находится особо просторный мезонин, изначально спроектированный для пересадок между линиями и железнодорожной станцией Милан Кадорна. Северный выход со станции находится напротив здания железнодорожного вокзала.

## Пересадки
Со станции «Кадорна» производятся пересадки на железнодорожный и городской наземный транспорт:
- Железнодорожная станция Милан Кадорна
- Трамвай линии 1
- Автобус
- Стоянка такси

## Оснащение
Оснащение станции:
- Аппараты для продажи билетов